# Эдри, Рахель
Рахель Эдри (ивр. רחל אדרי‎; род. 15 января 1959, Офаким) — израильская жительница Офакима, которая во время боёв в Офакиме в ходе внезапного нападения на Израиль 7 октября 2023 года оказалась заложницей террористов ХАМАСа. Благодаря своему хладнокровию, находчивости и мудрости в условиях ощутимой смертельной опасности она спасла свою жизнь и жизнь своего мужа Давида Эдри.

## Биография
Рахель Эдри родилась в 1959 году в Офакиме. Её отец, Нематуэль Корем эмигрировал из Ирана в Израиль, был вдовцом и имел семерых детей. Рахель Эдри родилась от второго брака с Хавой, от неё у него родилось ещё семеро детей. Она выросла в семье из 14 детей, родители из Персии и Марокко. В 12 лет она начала работать уборщицей на лестничных клетках. В 11 классе она бросила школу.
В армии она служила в 102-й эскадрилье на базе Хацерим секретаршей. В 1982 году она вышла замуж за Давида Эдри, который работал водителем грузовика и крановщиком.
Рахель Эдри проработала 43 года в столовой и магазине для солдат на базе Цеэлим. В июне 2023 года получила медаль отличия за многолетнюю службу на церемонии, состоявшейся в Доме президента.
Рахель Эдри — мать троих детей, двое её сыновей — полицейские. У неё также есть три внука.
Она страдает диабетом и принимает инсулин.

### Террористический захват

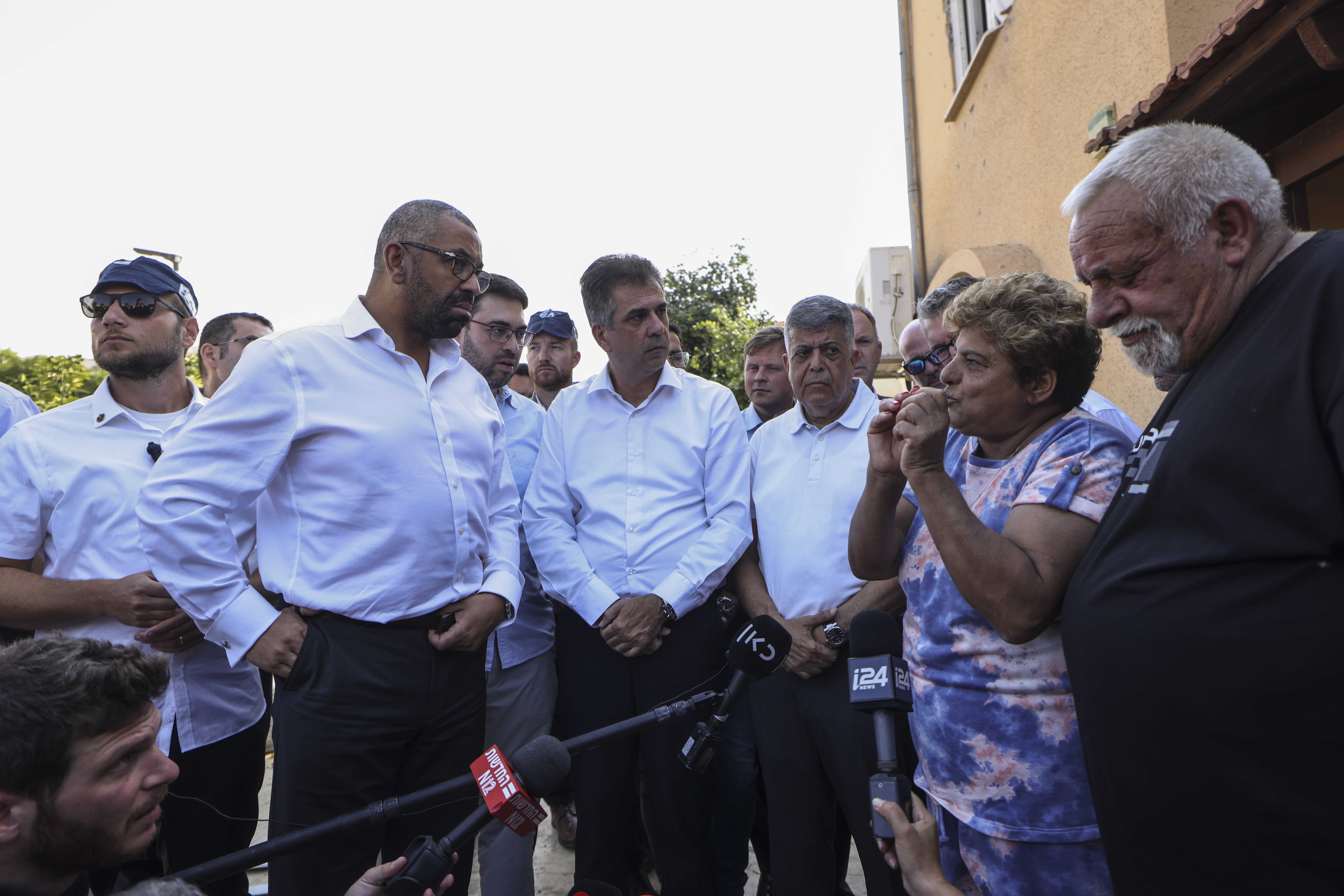
Джеймс Клеверли и Рахель Эдри

6 октября Рахель Эдри легла спать, а на следующий день она собиралась купить торт для своего мужа, которому 7 октября исполнялось 68 лет, и отпраздновать его день рождения, но события пошли иным путём.
Около 6:30 утра в субботу, 7 октября 2023 года, на праздник Симхат-Тора террористическая организация ХАМАС предприняла внезапное нападение на Израиль. Под прикрытием тысяч ракетных выстрелов по территории южного и центрального Израиля сотни террористов проникли в израильские поселения и на военные объекты. Террористы прибыли в Офаким около 6:45 утра и начали убивать встреченных на улице и в машинах на улице Тамар, затем продолжили убийства в районе Мишор-Хагефен. Им противостояли несколько гражданских лиц с личным оружием и несколько солдат в отпуске, которые были членами религиозной общины «Афикей Орот», которая располагалась неподалёку.
Впоследствии пять террористов под прикрытием непрекращающегося ракетного обстрела ворвались в дом пары Эдри, разбили окна, сломали мобильные телефоны, захватили дом Рахели и её мужа Давида Эдри и взяли их в заложники. У террористов было много оружия, в том числе гранаты, автоматы АК-47 и ракета M72 LAW. Террористы не только направляли на женщину оружие, но и держали гранату над её головой.
Рахель Эдри понимала арабский язык и смогла выиграть время, заговорив и закормив их до прибытия полицейских. По словам Рахели Эдри: «Я спросила их, голодны ли они — я приготовила им кофе и печенье. Они начали петь мне песни [израильского певца] Лиора Наркиса, я их отвлекла». Террористы находились в доме около 17-19 часов, в течение которых мужественная женщина под дулом автоматов подавала им печенье, кофе и обед. Сначала ХАМАСовцы попросили женщину саму попробовать её печенье, чтобы убедиться, что в нём нет яда, а потом они стали гораздо спокойнее. Рахель Эдри всё время читала «Шма, Исраэль». Она несколько раз ходила в туалет, и каждый раз террорист сопровождал её.
Спустя несколько часов полиция сделала первую попытку спасти заложников, и в итоге один из пяти террористов был убит, а ещё один ранен. Рахель Эдри осознавала, что возбуждённое состояние захватчиков может сыграть против неё и мужа, и постаралась их успокоить. Она перевязала руку раненому, остановив кровотечение, и дала ему воду. После этого сказала, что раненый заслужил сладкое, попросила полицию передать банку с ананасами и кормила его, пока тот не заснул.
Около четырёх часов дня Рахель Эдри осознала, что террористы опять нервничают, и поняла, что они, возможно, опять проголодались, и, спросив их, получила утвердительный ответ. После этого она опять их накормила, и они стали спокойнее. В итоге террористы, уморённые яствами, потеряли бдительность и были нейтрализованы полицией.
Только в два часа ночи была проведена вторая операция по спасению, и она увенчалась освобождением четы Эдри. Среди полицейских, прибывших на место, чтобы спасти пару Эдри, также был их сын, который проинформировал полицию о конструкции дома. Рахель указала сыну-полицейскому на пальцах, сколько террористов в её доме (5). Лишь в 2 часа ночи пара была освобождена полицией. В состав полицейских, освободивших их, кроме сына пары инспектора Эвьятара Эдри, входили полицейский Аркадий Шустер и офицер пограничных войск Юнес.
Как вспоминает сосед Рахели: 

Раздались сирены, и я увидел, что пожилые соседи не могут попасть в убежище, потому что оно заперто. Один из них дал мне дисковую пилу, и я начал спиливать замок. В это время я услышал стрельбу. В меня начали стрелять, но я успел спрятаться. Они застрелили моего соседа, пожилого мужчину, прямо рядом со мной. Я добрался до дома, запер двери, опустил жалюзи и попросил детей спрятаться ниже уровня окон.

### Резонанс после освобождения

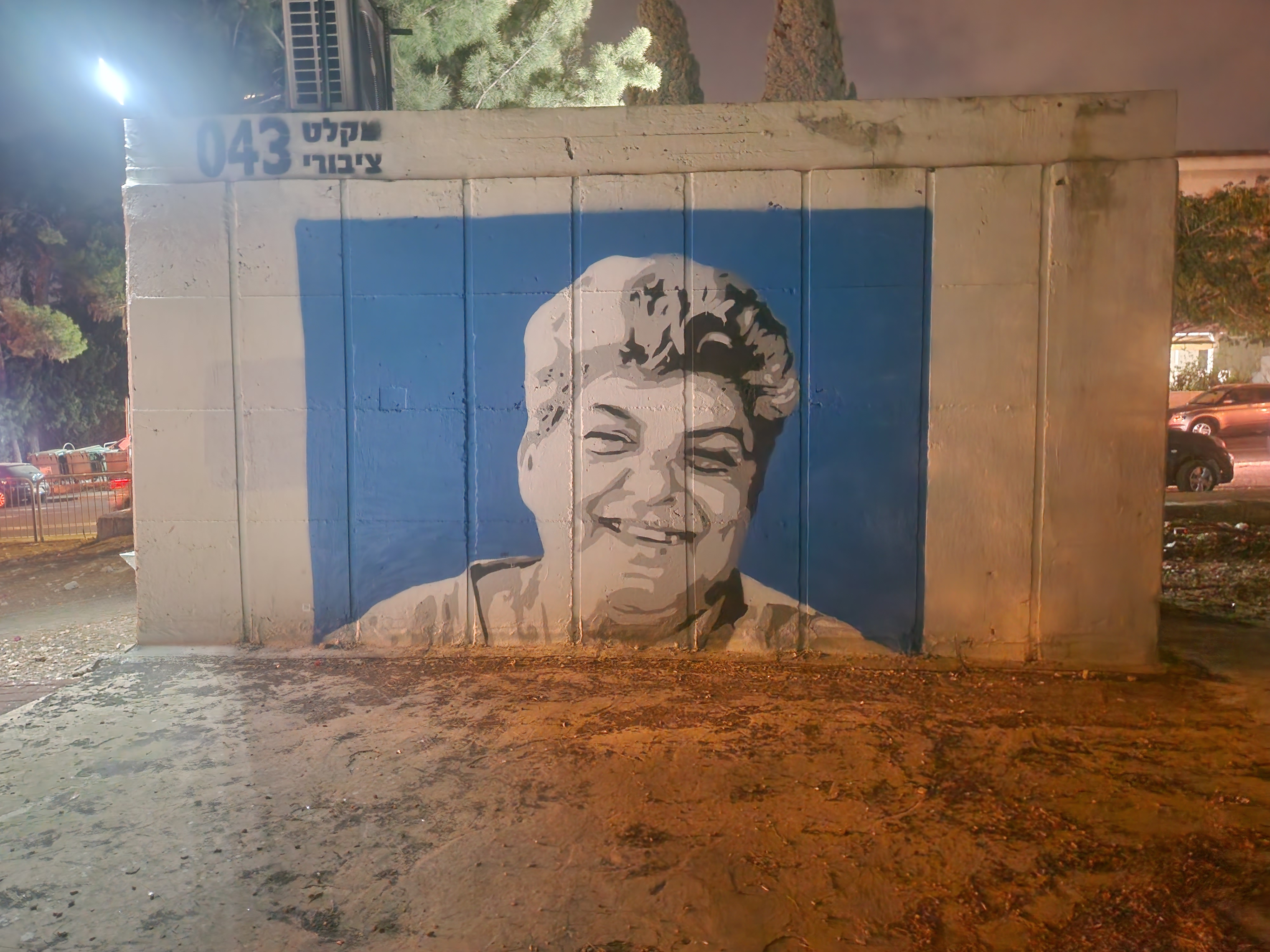
Рисунок кисти Ади Йонатана Коэна — портрет Рахели Эдри на бомбоубежище в районе Наве-Шаанан в Хайфе

Сразу после освобождения Рахель Эдри дала интервью новостям. Её история героизма сделала её популярной. Подвиг Рахиль сравнивают с библейской Иаиль.
Министр иностранных дел Великобритании Джеймс Калверли посетил её дом. Во время визита президента США Джо Байдена в Израиль Рахель Эдри с ним встретилась.
Люди нарисовали изображение Рахель Эдри на центральных стенах городов, создали вдохновлённую ею компьютерную игру, а некоторые из людей, переживших резню, сделали татуировку с её изображением. Рахель Эдри была удостоена награды в сети комиксов под названием «Сила Рахель», где она изображена как супергероиня, убивающая террористов с помощью еды. 25 октября 2023 года персонаж Рахель Эдри снялся в зарисовке телепередачи «Чудесная страна» в специальном эпизоде, вышедшем во время операции «Железные мечи».

#### «Печенье Рахели»
Особенный резонанс в СМИ получило «печенье Рахели», которое облетело все социальные сети. Его рецептом делились в СМИ. Печенье маамуль с начинкой из фиников приготовила Рахель с её дочкой Хагит Коэн к празднику Симхат-Тора.
История Рахель стала виральной. Об отваге женщины написало множество СМИ, а солдаты израильской армии стали публиковать мемы по мотивам. К примеру, солдат Израиля идет с печеньем, кофе, чаем в рюкзаке — «чтобы было что предложить».